# Autobusna linija br. 101 u Zagrebu
Linija 101 (Britanski trg – Gornje Prekrižje) gradska je autobusna linija ZET-a u Zagrebu. Povezuje Pantovčak i Gornje Prekrižje s tramvajsko-autobusnim terminalom Britanski trg u centru grada. Na Britanskom trgu moguće je presjedanje na tramvajske linije 1, 6 i 11.

## Trasa
Zbog sanacije klizišta kod Predsjedničkih dvora od 24. travnja 2024. do daljnjega linija prometuje izmjenjenom trasom Britanski trg – Pantovčak – Zelengaj – Ulica Ivana Kukuljevića – Britanski trg
U redovnim okolnostima prometuje trasom: Britanski trg – Pantovčak – Gornje Prekrižje

## Raspored
Linija prometuje svaki dan. Radnim danom slijed polazaka je 30 minuta, subotom 35 – 45 minuta (nakon 19:00 30 minuta), a nedjeljom i praznikom 40 minuta. Radnim danom prometuje od 5:00, subotom od 6:30 te nedjeljom i praznikom od 7:00. Prometovanje završava malo prije ponoći.
Na liniji prometuje jedan standardni "solo" gradski autobus.

## Vanjske poveznice
- Vozni red linije 101

1. ↑  Datoteke u GTFS formatu. zet.hr. Pristupljeno 5. lipnja 2025. - Sadrži informacije tijela javne vlasti u skladu s Otvorenom dozvolom